# حرب القلوب (مسلسل)
حرب القلوب، مسلسل كويتي درامي/رومانسي من تأليف إيمان سلطان وتمثيل بثينة الرئيسي والهام الفضالة وخالد امين ويعقوب عبد الله وهنادي الكندري إنتاج وتوزيع تلفزيون الوطن 2015.

## القصة
يتناول المسلسل في إطار درامي اجتماعي الخيانة بصفة عامة سواء كانت بين الأصدقاءـ، أو الأخوات، أو الأحباء ومدى تأثير تلك الظاهرة على المجتمع بصفة عامة وداخل الأسرة بصفة خاصة.

## بطولة
- بثينة الرئيسي
- الهام الفضالة
- هنادي الكندري
- لطيفة المجرن
- غرور
- امل محمد
- خالد امين
- محمد جابر
- طلال باسم
- يعقوب عبد الله
- شهاب حاجية
- إسماعيل الراشد
- أسامة المزيعل